# Cayo Norte
Cayo Norte ist eine unbewohnte Insel von Puerto Rico im Karibischen Meer. Sie liegt, getrennt durch den Canal de Cayo Norte, etwa einen Kilometer vor der Ostküste der Insel Culebra und ist nach Cayo de Luis Peña deren zweitgrößte Nebeninsel.

## Geographie
Cayo Norte ist gering bewachsen, etwa 2,3 km lang und bis zu 900 m breit. Der Südostspitze direkt vorgelagert ist das sehr kleine Cayo Sombrerito.

## Nutzung
Die Insel befand sich seit 2006 im Privatbesitz des puerto-ricanischen Unternehmens SVI Investments, Inc. Im Jahr 2018 wurde die Insel von der Firma US Virgin Island Properties erworben, die dem Unternehmer und Google-Mitgründer Larry Page und seiner Frau gehört.